# Oribatula repetita
Oribatula repetita är en kvalsterart som beskrevs av Subías 2004. Oribatula repetita ingår i släktet Oribatula och familjen Oribatulidae. Inga underarter finns listade i Catalogue of Life.